# Переезд (Крестецкий район)
Переезд — деревня в Крестецком районе Новгородской области России. Входит в состав Новорахинского сельского поселения.

## География
Деревня Переезд расположена на федеральной автодороге «Россия» М10, в 4 км к северо-западу от деревни Новое Рахино, в 5 км к северо-востоку от деревни Старое Рахино, в 12 км к юго-востоку от посёлка Крестцы.
В 0,3 км к северо-западу находится деревня Литвиново.
В 1 км на севево-западу от деревни Переезд протекает река Холова.

## Население
В 2002 — 40, в 2013 — 26, в 2014 — 24.
| 2002 | 2010 |
| ---- | ---- |
| 40   | ↘32  |

## История
В XIX и начале XX века деревня находилась в Рахинской волости Крестецкого уезда Новгородской губернии с центром в селе Старое Рахино.
Деревня Тушня отмечена на специальной карте 1826—1840.
В 1908 в деревне Переезд было 54 двора и 52 дома с населением 197 человек. Имелись часовня и частная лавка.
Переезд относился к Литвиновскому сельсовету.
В 1961 вошёл в Новорахинский сельсовет.